# Xenarthra (geslacht)
Xenarthra is een geslacht van kevers uit de familie bladkevers (Chrysomelidae).
De wetenschappelijke naam van het geslacht werd in 1861 gepubliceerd door Joseph Sugar Baly.

## Soorten
- Xenarthra cervicornis Baly, 1861
- Xenarthra lewisi Jacoby, 1887
- Xenarthra mirabilis Jacoby, 1887
- Xenarthra unicolor Jacoby, 1887